# Marcio Antonio Pires Junior

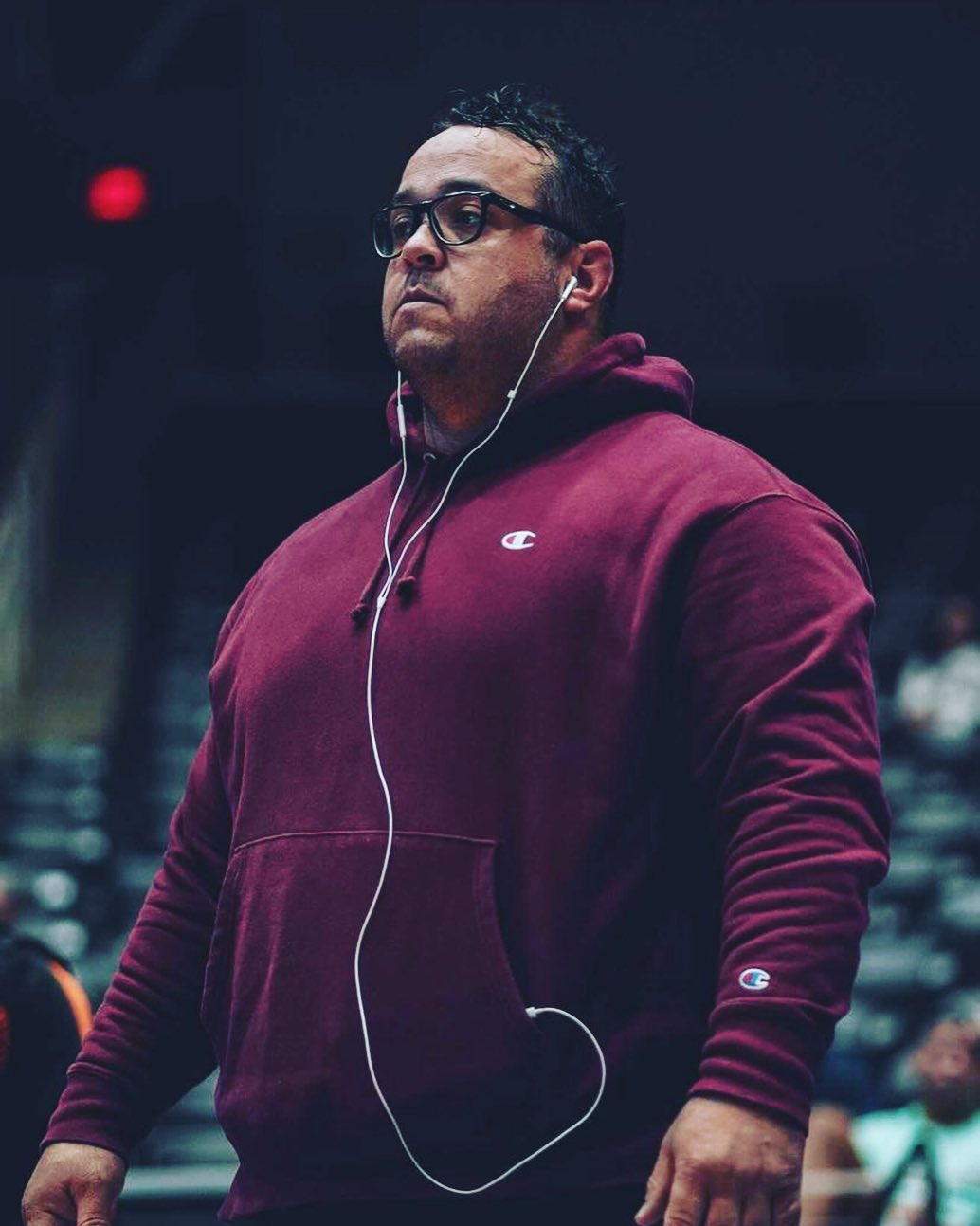
Lutador coleciona conquistas no cenário norte-americano de Jiu-Jitsu

## Biografia
Marcio Antonio Pires Junior, também conhecido como "Alicate" é um atleta de Jiu-Jitsu graduado à faixa-preta que acumula inúmeros títulos na arte suave. Natural da cidade de Osasco, cidade localizada na região metropolitana de São Paulo, o lutador pratica a modalidade desde os 26 anos de idade. No currículo Marcio conquistou como faixa-marrom, por duas vezes, o Campeonato Pan-Americano de Jiu-Jitsu, o Campeonato Mundial de Jiu-Jitsu No-Gi, dentre outros torneios como o Europeu, American National e diversos Opens da IBJJF. Já na faixa-preta, o lutador ficou com a prata no Campeonato Mundial de 2021 No-Gi, além de ter conquistados outros torneios de menor expressão.